# Cheiracanthium salsicola
Cheiracanthium salsicola is een spinnensoort uit de familie Cheiracanthiidae.
De wetenschappelijke naam van de soort werd in 1932 gepubliceerd door Eugène Simon.